# Jenkovce
Jenkovce (Hongaars: Jenke) is een Slowaakse gemeente in de regio Košice, en maakt deel uit van het district Sobrance.
Jenkovce telt 430 inwoners.